# Seasons (canción de 30 Seconds to Mars)
«Seasons» es una canción de rock electrónico interpretada por la banda estadounidense 30 Seconds to Mars y lanzada el 22 de septiembre de 2023 como su segundo sencillo de su sexto álbum de estudio «It's the End of the World But It's a Beautiful Day» (2023) a través de Concord Records.

## Antecedentes
"Seasons" fue escrita por Jared y Shannon Leto, con contribuciones adicionales de Johnny Goldstein, Connor McDonough y Riley McDonough, quienes produjeron la canción. Fue grabado en el Centro Internacional para el Avance de las Artes y las Ciencias del Sonido en Los Ángeles, California. 30 Seconds to Mars estrenó la canción en Lollapalooza el 1 de agosto de 2023.
El 15 de septiembre de 2023, se anunció que "Seasons" sería el segundo sencillo del sexto álbum de estudio de 30 Seconds to Mars, It's the End of the World But It's a Beautiful Day.

## Posicionamiento en lista
| Lista (2023–2024)                      | Posición |
| -------------------------------------- | -------- |
| Alemania (Offizielle Deutsche Airplay) | 2        |
| Austria (Austrian Airplay Top 50)      | 17       |
| República Checa (Rádio Top 100)        | 50       |
| Italia (Radio Top 40)                  | 27       |
| Eslovaquia (Rádio Top 100)             | 18       |
| Switzerland (Swiss Airplay)            | 45       |
| Estados Unidos (Adult Top 40)          | 32       |
| Estados Unidos (Mainstream Top 40)     | 22       |